# لو آلبانو
لو آلبانو (انگلیسی: Lou Albano؛ ۲۹ ژوئیهٔ ۱۹۳۳ – ۱۴ اکتبر ۲۰۰۹) یک هنرپیشه و کشتی‌گیر کشتی حرفه‌ای اهل ایالات متحده آمریکا با اصالت ایتالیایی بود. وی از سال ۱۹۵۳ تا ۱۹۶۹ کشتی‌گیر حرفه‌ای بود. این ورزشکار در سال ۲۰۰۹ میلادی بر اثر حملهٔ قلبی درگذشت.